# Enfermedad degenerativa
Una enfermedad degenerativa es una afección generalmente crónica durante la cual tiene lugar un proceso continuo basado en cambios degenerativos en las células, en el cual la  función o la estructura de los tejidos u órganos afectados empeoran con el transcurso del tiempo. Este tipo de enfermedad se puede manifestar por procesos normales de desgaste del organismo, o por elecciones relacionadas con el estilo de vida tales como ejercicio o  hábitos alimenticios. A menudo las enfermedades degenerativas son contrapuestas con las enfermedades infecciosas.
Las enfermedades degenerativas se pueden originar por la neurodegeneración o por la alteración anatómica y funcional de los tejidos de cualquier órgano, aparato o sistema del organismo. Algunos ejemplos muy conocidos de este tipo de enfermedades son el Mal de Parkinson y el Mal de Alzheimer, que afectan al sistema nervioso central. Los síntomas son variados, incluyendo vértigo, adelgazamiento de la fibra muscular, pérdida anatómica de estructuras óseas y, como consecuencia, un aumento del campo craneal que puede afectar al sistema neurológico hasta el punto de provocar invalidez.

## Ejemplos de enfermedades degenerativas
- Enfermedad de Alzheimer[2][3]
- Esclerosis lateral amiotrófica[4]
- Arteriosclerosis[5][3]
- Cáncer[6]
- Síndrome de Charcot-Marie-Tooth[7]
- Enfermedad pulmonar obstructiva crónica[8]
- Encefalopatía traumática crónica[9]
- Enfermedad de Creutzfeldt-Jakob[10]
- Diabetes tipo 2[11]
- Síndrome de Ehlers-Danlos[12][13][14]
- Temblor esencial
- Ataxia de Friedreich[15]
- Enfermedades cardiovasculares[16]
- Enfermedad de Huntington[17]
- Queratocono[18]
- Queratoglobo
- Degeneración macular[19][20]
- Síndrome de Marfan[21]
- Esclerosis múltiple[22]
- Síndrome de Shy-Drager (Atrofia multisistémica)[23]
- Distrofia muscular[24]
  - Distrofia muscular de Becker
  - Distrofia muscular de Duchenne
- Enfermedad de Niemann-Pick[25]
- Osteoartritis
- Osteoporosis[26][27]
- Enfermedad de Parkinson[28]
- Parálisis supranuclear progresiva
- Prostatitis[29]
- Retinosis pigmentaria[30]
- Artritis reumatoide[31]
- Enfermedad de Tay-Sachs[32]